# Tractat de Bucarest (1886)
El Tractat de Bucarest és un tractat de pau que fou signat el 3 de març de 1886 a la ciutat de Bucarest. Mitjançant la signatura d'aquest tractat es posà fi a la guerra entre Sèrbia i Bulgària i establí un imperatiu polític segons el qual només un príncep búlgar podia convertir-se en un governador de la Rumèlia Oriental.